# Воробина
Во́робина — река в России, протекает по территории Гаринского городского округа Свердловской области. Устье реки находится в 4,3 км по левому берегу реки Сосьва. Длина реки составляет 75 км. Площадь водосборного бассейна — 1040 км².

## Притоки
- 16 км: Пелья (лв);
- 33 км: Ерва (лв);
- 53 км: Тесьма (лв)[4].

## Данные водного реестра
По данным государственного водного реестра России относится к Иртышскому бассейновому округу, водохозяйственный участок реки — Тавда от истока и до устья, без реки Сосьва от истока до водомерного поста у деревни Морозково, речной подбассейн реки — Тобол. Речной бассейн реки — Иртыш.
Код объекта в государственном водном реестре — 14010502512111200011413.